# Pelinoides sulcata
Pelinoides sulcata är en tvåvingeart som beskrevs av Cresson 1931. Pelinoides sulcata ingår i släktet Pelinoides och familjen vattenflugor. Inga underarter finns listade i Catalogue of Life.